# Кратос (мифология)
Кра́тос (др.-греч. Κράτος «сила, власть, господство, вождь, могущество») — в древнегреческой мифологии младший титан, сын Палланта и Стикс. 
Кратос — союзник Зевса в борьбе с титанами. Действующее лицо трагедии Эсхила «Прикованный Прометей», слуга Зевса. В одном из мифов помог Гефесту исполнить приказ разгневанного Зевса — приковать Прометея к скале.

## Слова, образованные от имени Кратоса
Поскольку власть и особенности форм её осуществления в конкретном обществе всегда оказывает огромное влияние на все стороны его жизни и развития, во многие европейские языки вошло немало сложных слов, образованных с включением производных от древнегреческого слова «власть», давшего имя богу Кратосу.
В частности, в русском языке используются сложные слова, оканчивающиеся на «-кратия» и выражающие какое-либо из значений:
- власть вообще,
- властные структуры,
- социальный слой (например, сословие), обладающий властью,
- государственная власть,
- правительство,
- форма правительства,
- тип государства,
- форма государственного правления,
- общественный строй,
- политический режим,
- политическая система,
- система управления государством,
- принцип правления,
- доминирование в общественной жизни,
- сторонники или носители (представители) господства чего-либо,

например:
- Автократия (дословно — «самовластие») — политический режим, при котором носитель государственной власти (например, диктатор, однопартийный парламент и так далее) провозглашает сам себя имеющим право на неограниченную и бесконтрольную власть
- Аристократия — форма государственного правления, при которой власть принадлежит знати, а также привилегированное сословие (знать), обладающее властью в таком обществе
- Бюрократия — система управления государством, осуществляемая с помощью аппарата, оторванного от народа и стоящего над обществом
- Демократия — форма государственного правления, при которой власть принадлежит народу
- Геронтократия — принцип управления, при котором власть принадлежит старейшим
- Идеократия — общественный строй, основанный на главенстве (власти) сознательных идей (идеалов) над материальными интересами и факторами
- Какистократия (дословно — «власть худших») — система управления государством, находящаяся в ведении худших, наименее квалифицированных, или самых недобросовестных граждан (термин употребляется преимущественно для негативного описания различных правительств по всему миру)
- Клептократия (дословно — «власть воров») — правительство, состоящее из мошенников или подконтрольное таковым, использующим свою власть для расхищения государственных средств, увеличения личного богатства и своего политического влияния
- Корпоратократия и корпократия — форма правления государством или политическая система, при которой власть принадлежит могущественным и богатым корпорациям (и осуществляется ими непосредственно либо через выборных или назначенных представителей, действующих от их имени)
- Медиакратия (дословно — «власть прессы») — власть журналистов и вообще СМИ над состоянием массового сознания, выражающаяся в широких возможностях воздействовать на общественное мнение путём распространения не только информации, но и отдельных мнений, суждений, убеждений, идеологий, а также слухов, сплетен, заблуждений и дезинформации (термин «медиакратия» трактуется разными авторами не вполне одинаково)
- Меритократия (дословно — «власть достойных») — принцип управления, согласно которому руководящие посты во власти должны занимать наиболее способные люди, независимо от их социального происхождения и финансового достатка
- Милитократия — власть военных, правление выходцев из военизированных структур
- Ноократия (дословно — «власть разума») — принцип интеллектуального общепланетарного управления на основе «приоритета человеческого разума» при формировании ноосферы Земли согласно представлениям академика Владимира Ивановича Вернадского и французского философа Пьера Тейяра де Шардена, а также вид политического устройства или социальной системы общества, согласующегося с таким принципом
- Охлократия — власть беспорядочной толпы, даже и стихийно собравшейся (вырожденная форма демократии)
- Педократия (дословно — «власть детей») — доминирование молодёжи в общественной жизни или отдельном общественном движении (термин употребляется преимущественно в публицистике консервативного направления)
- Петрократия — властные структуры, опирающиеся на владение или распоряжение нефтью, либо государство, один из основных доходов которого составляет доход от продажи нефти и природного газа
- Плутократия — политический режим, при котором решающее влияние на формирование и принятие общественно значимых решений в государстве оказывают только наиболее богатые классы и сословия (например, ввиду высокого имущественного ценза)
- Порнократия (дословно — «власть проституток») — 60-летний период X века в истории римского папства, в течение которого власть находилась под контролем богатых и влиятельных женщин из могущественной аристократической семьи Теофилактов, заслуживших репутацию «блудниц», а также форма государственного правления или политическая система государства, контролируемого проститутками
- Стратократия — форма военного правительства, в котором государство и армия традиционно есть одно и то же, и в котором государственные посты обычно занимают военачальники
- Талассократия (дословно — «морская власть») — подтип государства, вся экономическая, политическая и культурная жизнь которого, вследствие недостатка земельных ресурсов или особого географического положения, сосредотачивается на деятельности, так или иначе связанной с морем, морским судоходством и контролем морских пространств и/или прибрежных регионов
- Теллурократия (дословно — «сухопутная власть») — подтип государства, осуществляющего контроль над обширными континентальными (сухопутными) пространствами, составляющими ядро этого государства, вокруг которого и происходит его дальнейшая экспансия
- Теодемократия — теоретический политический режим, основанный на признании бога верховным сувереном с сохранением в большей или меньшей степени атрибутов демократического строя
- Теократия — политическая система, при которой религиозные деятели имеют решающее влияние на политику государства
- Технократия — форма государственного правления на принципах меритократии, при которой власть принадлежит научно-техническим специалистам (учёным, инженерам, технологам и т. д.), а также технические специалисты, обладающее властью в таком обществе
- Тимократия — политический режим, при котором государственная власть находится у привилегированного меньшинства, обладающего высоким имущественным цензом
- Физиократия (дословно — «господство природы») — представители и последователи французской школы экономистов 2-й половины XVIII века, основанной Франсуа Кенэ, считавшие единственным самостоятельным фактором производства почву, природу, бывшие сторонниками в хозяйственной жизни общества «естественного порядка» (ordre naturel)
- Фобократия (дословно — «власть страха») — крайний вариант военной власти, основанной на беспрекословном подчинении и единстве действий
- Этнократия — политический режим, при котором власть принадлежит элите, сформированной из представителей определённого господствующего этноса и дискриминирующей другие этногруппы